# Ramón J. Sender
Pour les articles homonymes, voir Sender.
Œuvres principales
- Míster Witt en el cantón
- En la vida de Ignacio Morell

Ramón José Sénder Garcés, connu comme Ramón J. Sender, né le 3 février 1901 à Chalamera (Huesca, Espagne) et mort le 16 janvier 1982  à San Diego (Californie, États-Unis), est un écrivain, dramaturge, essayiste et poète espagnol.
Il reçoit en 1935 le Prix national de Narration, alors appelé « Prix National de Littérature », pour Míster Witt en el cantón (es).

## Biographie
À 17 ans il s'installa à Madrid où il collabora à diverses publications. Il développe des idées politiques révolutionnaires dans ses premiers romans, annonçant le réalisme social : Imán, roman sur la guerre du Maroc (1930), Orden público, sur la prison (1932), Siete domingos rojos (1932) et Mister Witt en el cantón (1935), inspiré du mouvement cantonaliste de Carthagène, qui lui valut le prix national de littérature.
En 1939, après la guerre d'Espagne, il s'exila au Mexique puis s'installa définitivement aux États-Unis en 1949, où il exerça le métier de professeur de littérature. Sa production littéraire augmenta considérablement durant cette période.
Plusieurs de ses œuvres ont trait à la guerre civile, comme Contraataque (1938), El rey y la reina (1947), Los cinco libros de Ariadna (1957) et Réquiem por un campesino español (1960). Il composa un cycle de neuf romans, baptisé Crónica del alba, qui est à la fois un roman autobiographique et un roman d'apprentissage qui décrit l'enfance, l'adolescence et l'engagement politique d'un jeune homme du nom de José Garcés (Garcés est le nom de jeune fille de la mère de l'auteur).
Il explora le thème de l'Amérique dans Epitalamio del Prieto Trinidad (1942). Il composa également plusieurs romans historiques, comme Bizancio, sur l'expédition des Almogavres, Carolus Rex (1963), sur le règne de Charles II, El bandido adolescente (1965), sur Billy the Kid et Pat Garrett, ou encore La aventura equinoccial de Lope de Aguirre (1968), sur le conquistador Lope de Aguirre. Parmi ses autres œuvres, on trouve El verdugo afable (1952), En la vida de Ignacio Morell, qui lui valut le prix Planeta en 1969, La tesis de Nancy (1969) ou El mechudo y la llorona (1977).

## Traductions françaises
- 1937 : Contre-attaque en Espagne, (Contraataque), Éditions sociales internationales
- 1948 : Noces rouges, (Epitalamio del prieto Trinidad), Éditions Seghers
- Le Roi et la Reine [« El rey y la reina »], Paris, Éditions du Seuil, coll. « Méditerranée », 1955, 187 p. (ISBN 978-2-02-001377-2)
- 1972 : La Sphère, (La Esfera), traduit par Françoise Reumeux, Robert Laffont
- 1979 : Mister Witt chez les cantonards, (Mister Witt en el Cantoń), traduit par Bernard Lesfargues, Fédérop
- Le regard immobile [« La mirada inmóvil »], Paris, Éditions Denoël, coll. « Romans Traduits », 1983, 330 p. (ISBN 978-2-207-22920-0), traduit par Ignès Cagnati et Fabien Martinez
- L'empire d'un homme [« El lugar de un hombre »], Arles, France, trad. Claude Bleton, Actes Sud, 1993, 187 p. (ISBN 978-2-86869-059-3)
- L'Aimant [« Imán »], Paris, trad. Jean-Pierre Ressot, Éditions de l’Imprimerie nationale, coll. « La salamandre », 1994 (éd. orig. 1930), 367 p. (ISBN 978-2-11-081370-1)
- Le Bourreau affable [« El verdugo afable »], Toulouse, France, trad. Michel Alves et Armand Pierhal, Éditions Ombres, 1998, 416 p. (ISBN 978-2-905964-12-0)
- Le Roi et la Reine [« El rey y la reina »]  (trad. de l'espagnol), Le Rayol, France, trad. Emmanuel Robles, 10 dessins d’Anne Careil, Attila, 2009, 272 p. (ISBN 978-2-917084-05-2)
- "Requiem pour un paysan espagnol", suivi de "Le Gué"  (trad. de l'espagnol), Le Rayol, France, trad. Jean-Paul Cortada (Requiem) et de Jean-Pierre Ressot (Le Gué), Attila, 2010, 176 p. (ISBN 978-2-917084-16-8)
- L'empire d'un homme, suivi de Le Crime de Cuenca, 20 dessins d’Anne Careil, trad. Claude Bleton. Attila, Le Rayol, France, 2011  (ISBN 978-2917084250)
- O.P. (Ordre public), trad. Claude Bleton. Le Nouvel Attila, Paris, France, 2016  (ISBN 9782371000261)

## Notices
- Notices d'autorité :   - VIAF
  - ISNI
  - BnF (données)
  - IdRef
  - LCCN
  - GND
  - Italie
  - Japon
  - CiNii
  - Espagne
  - Pays-Bas
  - Israël
  - NUKAT
  - Catalogne
  - Suède
  - Australie
  - Norvège
  - Croatie
  - WorldCat
- Notices dans des dictionnaires ou encyclopédies généralistes :   - Britannica
  - Brockhaus
  - Den Store Danske Encyklopædi
  - Deutsche Biographie
  - Diccionario Biográfico Español
  - Enciclopedia De Agostini
  - Gran Enciclopedia Aragonesa
  - Gran Enciclopèdia Catalana
  - Hrvatska Enciklopedija
  - Internetowa encyklopedia PWN
  - Nationalencyklopedin
  - Store norske leksikon
  - Treccani
  - Universalis
.
- Ressource relative à la littérature :   - Base de datos de premiados
- Ressource relative à la musique :   - MusicBrainz
- (es) Miguel Iñiguez, Esbozo de una Enciclopedia histórica del anarquismo español, Fundación de Estudios Libertarios Anselmo Lorenzo, Madrid, 2001, page 566.